# Morten Olsen
Morten Per Olsen (sinh ngày 14 tháng 8 năm 1949) là một huấn luyện viên và cựu cầu thủ bóng đá người Đan Mạch. Ông là huấn luyện viên trưởng của đội tuyển quốc gia Đan Mạch trong 15 năm từ năm 2000 đến năm 2015, dẫn dắt Đan Mạch tham dự World Cup 2002, Giải vô địch bóng đá châu Âu 2004, World Cup 2010 và Giải vô địch châu Âu 2012. Ông cũng dẫn dắt Brøndby IF tới hai chức vô địch Superliga Đan Mạch và Ajax với cú đúp giải vô địch Eredivisie và Cúp bóng đá Hà Lan năm 1998. Ông là người duy nhất trong bóng đá đạt được 100 trận đấu quốc tế cả với tư cách cầu thủ cũng như huấn luyện viên.
Trong sự nghiệp cầu thủ của mình, Olsen chủ yếu chơi ở vị trí tiền vệ phòng ngự và hậu vệ quét. Ông chơi chuyên nghiệp ở Bỉ và Đức, và giành cúp UEFA 1983 và ba chức vô địch giải hạng nhất của Bỉ với R.S.C. Anderlecht. Olsen đã chơi tổng cộng 102 trận và ghi được bốn bàn thắng cho đội tuyển quốc gia Đan Mạch từ năm 1970 đến năm 1989, và được bầu chọn là Cầu thủ xuất sắc nhất Đan Mạch năm 1983 và 1986. Ông làm đội trưởng đội tuyển quốc gia Đan Mạch trong 50 trận đấu trong thập niên 1980, và tham dự Giải vô địch bóng đá châu Âu 1984, World Cup 1986 và Giải vô địch bóng đá châu Âu 1988. Vào cuối sự nghiệp hoạt động của mình, Olsen được coi là cầu thủ quan trọng nhất trong lịch sử bóng đá Đan Mạch.